# سوسک ساقه‌خوار نیشکر
سوسک ساقه‌خوار نیشکر (نام علمی: Dorysthenes buqueti) نام یک گونه از تیره سوسک‌های شاخک‌دراز است.